# Vasile Tarlev

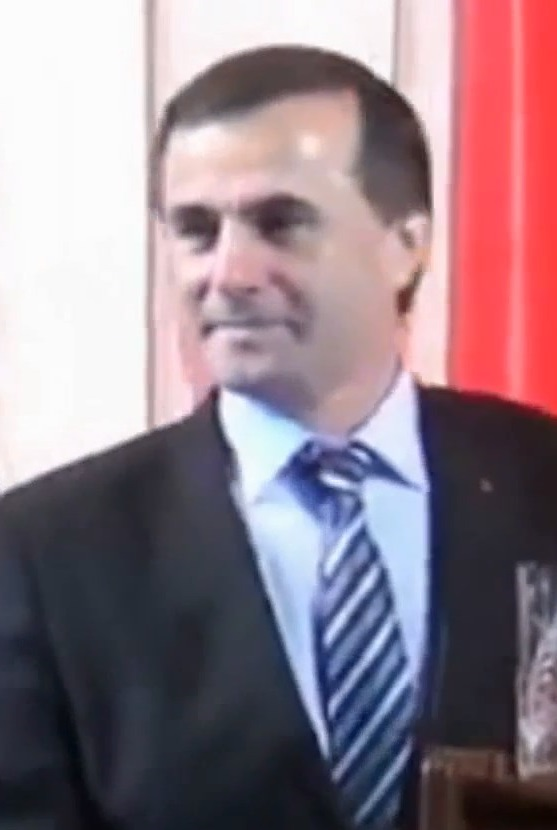
Vasile Tarlev

Vasile Petru Tarlev, Russisch: Василий Павлович Тарлев, (Başcalia, 6 oktober 1963) is een Moldavisch politicus.
Hij was van 15 april 2001 tot 19 maart 2008 minister-president.